# Bitwa o Kisangani
Bitwa o Kisangani – starcie zbrojne, które miało miejsce w roku 1997 w trakcie I wojny domowej w Kongu.
Na początku roku 1997 w zairskiej wojnie domowej, coraz większe znaczenie odgrywać zaczęli najemnicy. Po wsparciu z Angoli, do Zairu przybyła grupa najemników z krajów europejskich: Serbii, Ukrainy, Belgii, Francji i Chorwacji. Na czele tej grupy stanął serbski pułkownik Dominik Yugo. Stworzony przez najemników tzw. Biały Legion liczył 300 Europejczyków oraz 2000 angolskich partyzantów z UNITA, którzy wzmocnili garnizon Kisangani. Siły zairskie w mieście liczyły 4000 ludzi, 14 czołgów, 2 śmigłowce Mi-24 oraz 3 samoloty Aermacchi.
Dnia 9 lutego Laurent-Désiré Kabila nakazał oddziałom ADFL (Sojusz Sił Demokratycznych na rzecz Wyzwolenia Konga-Zairu) atak na Kisangani. Na początku marca po zdobyciu wielu miast w prowincji Górny Zair rebelianci zacieśnili pierścień wokół Kisangani, podchodząc pod miasto z trzech stron. Im bliżej miasta, tym bardziej opór sił rządowych wzrastał, a w mieście trwały gorączkowe przygotowania do obrony. Najemnicy zaminowali m.in. lotnisko i drogi dojazdowe do miasta. Pomimo tego przedstawiciele administracji rządowej opuścili Kisangani w obawie o swoje bezpieczeństwo.
Dnia 11 marca partyzanci wspierani przez oddziały rwandyjskie i angolskie zaatakowali siły rządowe na wschód od miasta, jednak bez sukcesu. 13 marca rozpoczęły się przygotowania do decydującego szturmu na miasto, co spowodowało masową panikę wśród żołnierzy garnizonu Kisangani i liczne dezercje. W tej sytuacji dowództwo FAZ (Zairskie siły zbrojne) zrezygnowało z obrony miasta, ewakuując z niego oddziały najemników oraz armii rządowej. Następnej nocy partyzanci zaatakowali i zdobyli port lotniczy Bangoka, 20 km na wschód od Kisangani, niszcząc znajdujące się na nim samoloty i śmigłowce. Następnie przy pomocy czołgów i artylerii przypuścili atak na miasto, z którego uciekły resztki wojsk rządowych. Zdobycie miasta przez rebeliantów było wielką klęską propagandową reżimu Mobutu Sese Seko. Prawie cały wschodni Zair znalazł się w rękach partyzantów.